# سباركي ويليامز

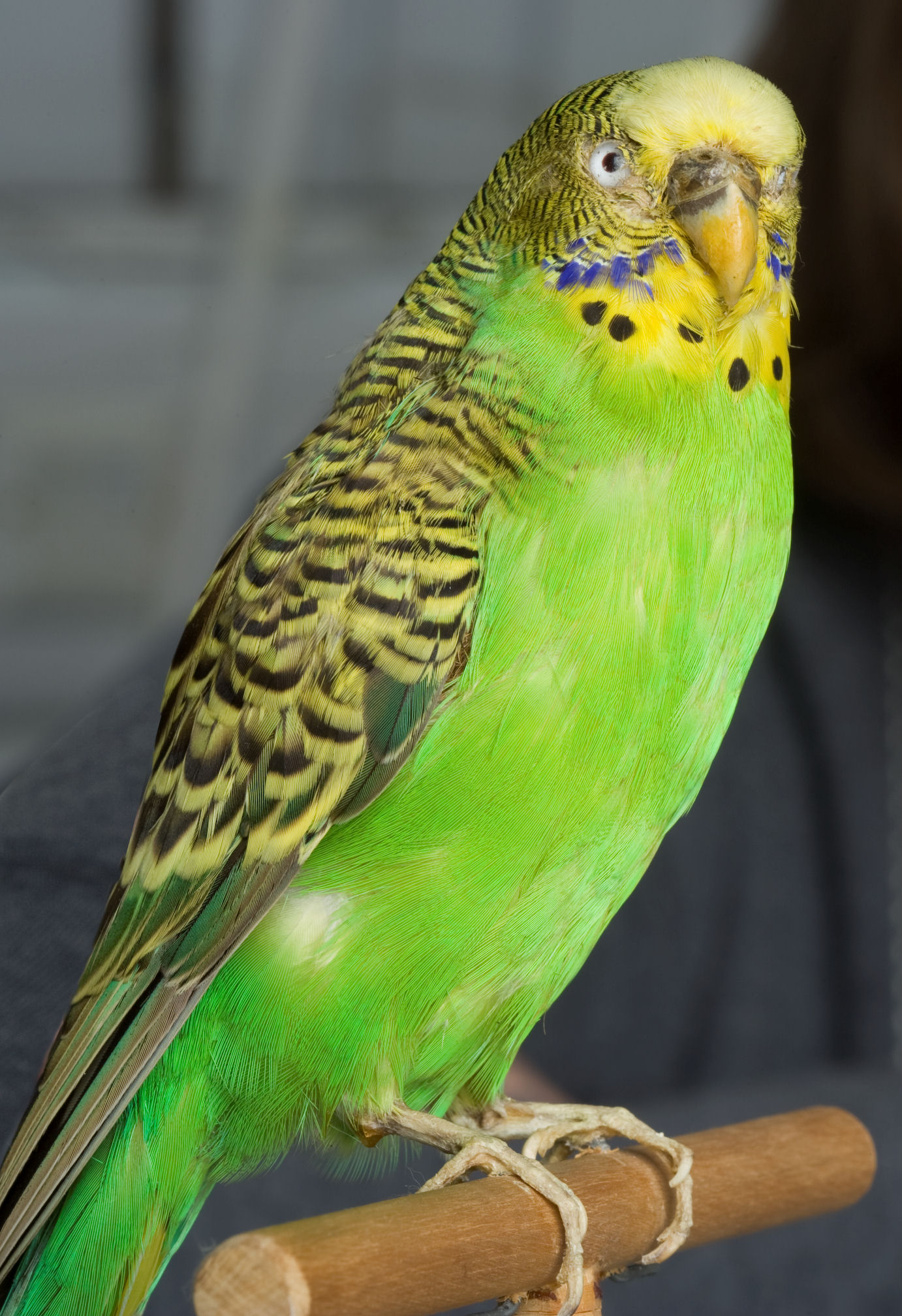
سپاركي ويليامز مُحنَّطًا في متحف هانكوك، وتظهر خلفه جون براون الناشطة في جمعيَّة التاريخ الطبيعي في نورثمبريا.

سپاركي ويليامز (1954–1962) هو الاسم الذي أُطلق على أحد البدجريقات الناطقة، الذي شكَّل مصدر إلهامٍ لمسرحيَّة أوپرا جديدة من تأليف المُلحن البريطاني مايكل نيمان والألماني كارستن نيقولاي، عُرضت في برلين خلال شهر مارس من عام 2009. كان هذا الطائر قد حَفظ مُعجم كلماتٍ بلغ عددها 500 كلمة، كما حفظ ثمان أغانٍ للأطفال، وأصبح مشهورًا على المستوى المَحلّي في بريطانيا، بعد أن ظهر على غلاف إحدى مُعلبات حبوب الطيور، وسُجّلت له شرائط أغانٍ بيع منها 20,000 نسخة. حُنِّط ويليامز بعد نفوقه وعُرض في متحف هانكوك بمدينة نيوكاسل.

## حياته
وُلدَ هذا الطائر وعاش كامل حياته في شمال شرق إنگلترا، وكان ملكًا لسيدةٍ تُدعى ماتي ويليامز عاشت في قرية فورست هول بالقرب من مدينة نيوكاسل. حصلَ على اسمه بعد أن أفادت مالكته بأنه «جوهرةٌ صغيرةٌ ذكيَّة» (بالإنگليزية: A bright little spark)، وكانت قد علَّمته النطق وترديد الأغاني وأن يُغني أغاني الأطفال. كان لسپاركي مُعجمٌ هائل من الكلمات والتعابير حفظها عن ظهر قلب، وعندما بلغ من العمر ثلاث سنواتٍ ونصف، كان قد فاز بجائزة طيور القفص الناطقة العالميَّة، التي نظمتها شبكة قنوات بي بي سي، وذلك خلال شهر يوليو من عام 1958. وقد بلغ من شدّة إتقانه الكلام أن مُنعَ من المُشاركة ثانيةً في البرنامج ليفسح المجال أمام غيره من الطيور، التي كان من الواضح أنها لن تقدر على مُنافسته.
تقرَّبت شركات إنتاج حبوب الطيور من سپاركي خلال فترة حياته، فتصدَّر إعلانات شركة كاپرن لبذور الطيور طيلة سنتين، كما سُجّلَ له حديثًا مع فيليپ أندرسون الخبير بالبدجريقة على إذاعة BBC، وظَهرَ في برنامج BBC الليلي مع كليف ميتشلمور. حُنّط سپاركي على يد أفضَل مُحنطي الحيوانات في لندن بعد أن نفق، وحُملَ في جولةٍ عبر بريطانيا حيثُ عُرضت حياته ومُنجزاته على الملأ، قبل أن يُعاد إلى متحف هانكوك في سنة 1996، وهو الآن يُشكّلُ جُزءًا من مُقتنيات جمعيَّة التاريخ الطبيعي في نورثمبريا. صُنِّف سپاركي ويليامز ضمن موسوعة گينيس للأرقام القياسيَّة على أنه أكثر الطيور الناطقة إلمامًا بمصطلحات على الإطلاق.

## الأوپرا
شكَّل سپاركي ويليامز مصدر إلهامٍ لمسرحيَّة أوپرا مبيَّة على مقطع من تأليف مايكل نيمان من عام 1977، تحمل عنوان «الكلام الجميل» (بالإنگليزية: Pretty Talk). وقد تضمّنَ المقطع الأصلي كلماتٍ من أسطوانة أصدرتها شركة كاپرن لبذور الطيور لتُعلّم زبائنها كيفيَّة تدريب طيورهم على النطق. وقد تضمَّت الأسطوانة جُملاً قصيرة تكلمتها ماتي ويليامز مالكة سپاركي لتثشجّعَ طائرها على الكلام، تبعتها ردودٌ من سپاركي نفسه. تضمنت الأوپرا الجديدة حاملة عنوان: سپاركي: القفص وما بعده (بالإنگليزية: Sparkie: Cage and Beyond) تسجيلات صوتيَّة أخرى للطائر احتُفظ بها في أرشيف جمعيَّة التاريخ الطبيعي في نورثمبريا. كما تمَّ مؤخرًا إطلاق قرصٍ مضغوط (CD) لسپاركي وهو يتكلَّم.

## في المعرض
انتهى العمل على توسيع وتجديد متحف هانكوك في نيوكاسل خلال شهر مايو من عام 2009، بتكلفةٍ بلغت 26 مليون جنيه استرليني، وقد أعاد المعرض فتح أبوابه للعموم بصفته جزءٌ من متحف الشمال الكبير الآن، وعُرضت فيه عدّة مُقتنيات تاريخيَّة بما فيها سپاركي.